# Yalemzerf Yehualaw
Yalemzerf Yehualaw (3 agosto 1999) è una maratoneta e mezzofondista etiope.

## Biografia
Nel 2019 ha vinto la mezza maratona dei Giochi panafricani, stabilendo il record della manifestazione su tale distanza.
Nel 2020 sulla mezza maratona ha vinto una medaglia di bronzo ai campionati del mondo di questa distanza (oltre alla medaglia d'oro a squadre).
Nel 2021 piazzandosi in seconda posizione alla mezza maratona di Valencia con il tempo di 1h03'51" ha stabilito il secondo tempo di sempre su tale distanza, dietro alla connazionale Letesenbet Gidey, che vincendo la gara in questione stabilì il record del mondo con il tempo di 1h02'52"; al momento della gara le due etiopi erano anche le uniche due donne nella storia ad essere scese sotto la barriera di 1h04'00" sulla mezza maratona; in precedenza, grazie al tempo di 1h04'46" stabilito l'anno precedente a Nuova Delhi vincendo la locale mezza maratona, era peraltro già in seconda posizione nella graduatoria di tutti i tempi su questa distanza, dietro solamente alla connazionale Ababel Yeshaneh. 
Nel 2022 ha stabilito il record del mondo dei 10 km su strada con un tempo di 29'14". Sempre nel 2022 ha esordito in maratona, vincendo con il tempo di 2h17'23" ad Amburgo, con quello che al momento era il quinto tempo di sempre sulla distanza (diventato poi l'ottavo tempo di sempre nel corso dello stesso 2022 a causa delle prestazioni di altre atlete). Nello stesso anno vince anche la Maratona di Londra con un tempo di pochi secondi superiore (2h17'26").

## Palmarès
| Anno | Manifestazione             | Sede     | Evento         | Risultato | Prestazione | Note              |
| ---- | -------------------------- | -------- | -------------- | --------- | ----------- | ----------------- |
| 2019 | Giochi panafricani         | Rabat    | Mezza maratona | Oro       | 1h10'26"    | Record dei Giochi |
| 2020 | Mondiali di mezza maratona | Gdynia   | Mezza maratona | Bronzo    | 1h05'19"    |                   |
| 2020 | Mondiali di mezza maratona | Gdynia   | A squadre      | Oro       | 3h16'39"    |                   |
| 2023 | Mondiali                   | Budapest | Maratona       | 5ª        | 2h26'13"    |                   |

### World Marathon Majors
| Anno | Manifestazione     | Sede   | Evento   | Risultato | Prestazione | Note |
| ---- | ------------------ | ------ | -------- | --------- | ----------- | ---- |
| 2022 | Maratona di Londra | Londra | Maratona | Oro       | 2h17'26"    |      |

## Campionati nazionali
2019
- 5ª ai campionati etiopi, 10000 m piani - 32'21"0

## Altre competizioni internazionali
2019
- Oro alla Mezza maratona di Rabat ( Rabat) - 1h09'13"
- Argento alla Mezza maratona di Delhi ( Nuova Delhi) - 1h06'01"
- Oro alla Mezza maratona di Xiamen ( Xiamen) - 1h07'34"

2020
- Oro alla Mezza maratona di Delhi ( Nuova Delhi) - 1h04'46"
- Oro alla San Silvestre Vallecana ( Madrid) - 31'17"

2021
- Argento alla Mezza maratona di Istanbul ( Istanbul) - 1h04'40"
- Argento alla Mezza maratona di Valencia ( Valencia) - 1h03'51"
- Oro al Meeting International de Nice ( Nizza), 5000 m piani - 14'53"77
- Oro alla Antrim Coast Half Marathon ( Larne) - 1h03'44"

2022
- Oro alla Maratona di Londra ( Londra) - 2h17'26"
- Oro alla Maratona di Amburgo ( Amburgo) - 2h17'23"
- Oro alla 10K FACSA Castelló ( Castellón de la Plana), 10 km - 29'14"
- Oro alla Great Ethiopian Run, 10K ( Addis Abeba) - 31'17"
- Oro alla Antrim Coast Half Marathon ( Larne) - 1h04'22"
- 8ª ai FBK Games ( Hengelo), 10000 m piani - 30'50"28

2023
- 5ª alla Maratona di Londra ( Londra) - 2h18'53"
- Oro alla 10K Valencia Ibercaja ( Valencia) - 29'19"
- Argento alla Tata Steel Kolkata 25K ( Calcutta) - 1h19'26"

2024
- 8ª alla Maratona di Londra ( Londra) - 2h23'26"
- Oro alla Maratona di Amsterdam ( Amsterdam) - 2h16'52"